# Sinophorus lanceolatus
Sinophorus lanceolatus är en stekelart som beskrevs av Sanborne 1984. Sinophorus lanceolatus ingår i släktet Sinophorus och familjen brokparasitsteklar. Inga underarter finns listade i Catalogue of Life.